# Dougga

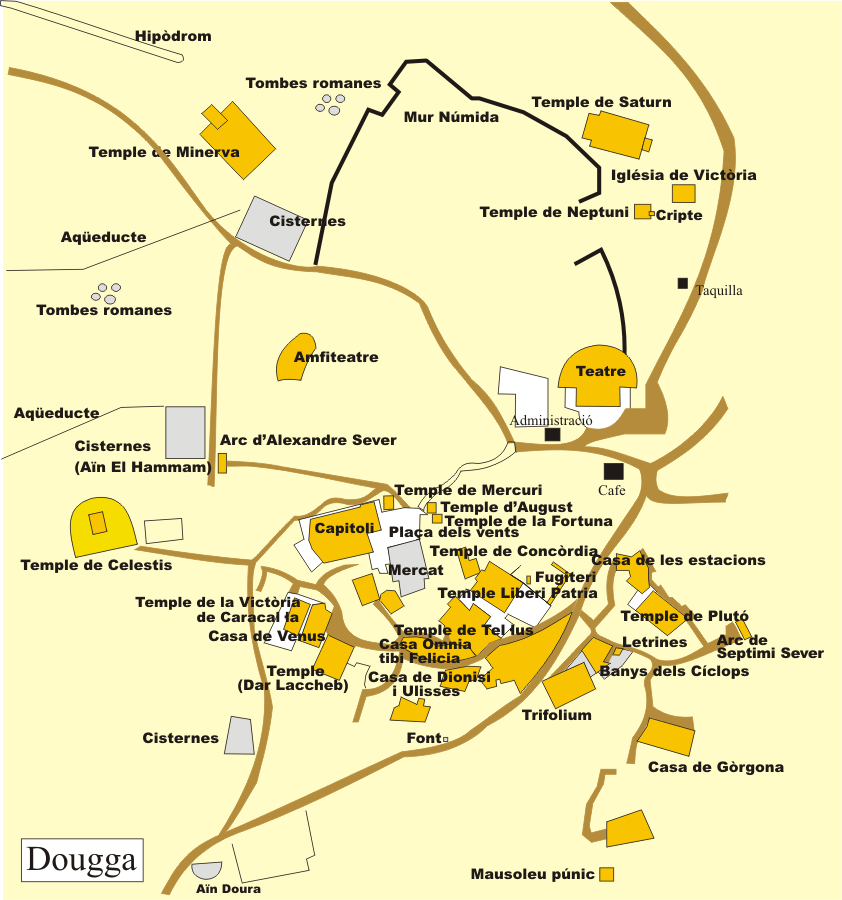
Karta över Dougga

Dougga är ett samhälle i guvernementet Béja i Tunisien. Det ligger på en höjd av 520 till 600 meter över havet.
Den gamla staden Dougga (puniska: Thugga) grundades på en höjd med utsikt över en bördig slätt och var huvudstad i den libysk-puniska staten Numidien. Staden blomstrade under Romarriket, där den ingick i provinsen Africa, och hade som mest mellan 20 000 och 30 000 invånare.
Av staden återstår idag endast ruiner. Staden klassades som världsarv av Unesco år 1997 som den bäst bevarade romerska staden i Nordafrika.
En amfiteater från omkring  år 168 är dock i såpass gott skick att den används som konsertscen på sommaren.